# Ben Folds Presents: University A Cappella!
Ben Folds Presents: University A Cappella! är ett studioalbum med a cappella-versioner av några av den amerikanska pianorockaren Ben Folds populäraste låtar, släppt den 28 april 2009.
Låtarna framförs av a cappella-grupper från skolor runt om i USA, förutom två av låtarna, som framförs av Folds själv. Folds blev intresserad av a cappella efter att ha hört sin låt Brick framföras av en grupp från Ohio University. Han utlyste en tävling på Youtube och av de över 250 bidragen var det 14 som kom med på albumet.

## Låtlista
| Nr  | Titel                       | Artist                                    | Längd | Kompositör    |
| --- | --------------------------- | ----------------------------------------- | ----- | ------------- |
| 1.  | Not the Same                | UNCG Spartones                            | 4:10  | Folds         |
| 2.  | Jesusland                   | The UNC Loreleis                          | 4:20  | Folds         |
| 3.  | Brick                       | Leading Tones                             | 4:02  | Folds, Jessee |
| 4.  | You Don't Know Me           | With Someone Else's Money                 | 3:07  | Folds         |
| 5.  | Still Fighting It           | Mosaic Whispers                           | 4:32  | Folds         |
| 6.  | Boxing                      | Folds                                     | 4:23  | Folds         |
| 7.  | Selfless, Cold and Composed | Sacramento State Jazz Singers             | 6:25  | Folds         |
| 8.  | Magic                       | Voices In Your Head                       | 5:09  | Jessee        |
| 9.  | Landed                      | CU Buffoons                               | 4:11  | Folds         |
| 10. | Time                        | The Princeton Nassoons                    | 4:02  | Folds         |
| 11. | Effington                   | Folds                                     | 3:27  | Folds         |
| 12. | Evaporated                  | The Newtones                              | 5:27  | Folds         |
| 13. | Fred Jones Part 2           | Gracenotes                                | 3:42  | Folds         |
| 14. | Army                        | University of Rochester Midnight Ramblers | 3:12  | Folds         |
| 15. | Fair                        | Fifth Element                             | 4:24  | Folds         |
| 16. | The Luckiest                | The Washington University Amateurs        | 4:50  | Folds         |

## Övriga medverkande
- Joe Costa - Bakgrundssång
- Gracie Folds - Bakgrundssång
- Louis Folds - Bakgrundssång
- Julia Rose Neff - Bakgrundssång
- John Ray - Bakgrundssång
- Jared Reynolds - Bakgrundssång
- Christie Weber - Bakgrundssång
- Webb Wilder - Bakgrundssång

## Listplaceringar
- - 94[2]